# Луї Жан-Марі Добантон
Луї Жан-Марі Добантон (фр. Louis Jean-Marie D’Aubenton, також Daubenton, 29 травня 1716, Монбар — 1 січня 1800, Париж) — французький натураліст, член Французької та Петербурзької академій наук.
Відомий насамперед як головний співробітник, виданої в 1749—1767 роках «Природничої Історії» Бюффона. У цій 36-томній праці Добантон дав порівняльно-анатомічну характеристику 182 видів ссавців, з яких понад 50 були препаровані вперше, а також 7 видів кажанів, які до того не були відомі.
Добантон застосовував метод порівняння тих самих органів, а також скелетів у різних тварин. Крім того, займався акліматизацією домашніх тварин, вивів нову породу мериносових овець; був автором посібника з вівчарства (1782).
Після смерті Бюффона (1788) був професором Саду Рослин (Jardin des Plantes) в Парижі, на цій посаді і помер.
У паризькому Аккліматичном саду (Jardin d'acclimatation) Добантонові споруджений мармуровий пам'ятник.